# Festival di Sanremo 1964
Il quattordicesimo Festival di Sanremo si svolse al Salone delle feste del Casinò di Sanremo dal 30 gennaio al 1º febbraio 1964 con la conduzione, per la seconda volta consecutiva, di Mike Bongiorno, affiancato da Giuliana Lojodice. In diretta dalle 22:30 le prime due serate alla Radio e alle 21:30 la serata finale in contemporanea radio e TV. In questa occasione, per la prima e unica volta, la manifestazione assunse ufficialmente la denominazione di "Festival internazionale della canzone italiana".
Tale edizione, la prima in cui i concorrenti italiani si esibirono in coppia con un interprete straniero, è rimasta nella storia per varie ragioni: in primis per aver visto la vittoria di una sedicenne Gigliola Cinquetti che, in coppia con la cantante italo-belga Patricia Carli, presentò la canzone Non ho l'età, e a seguire l'esclusione dalla finale di Bobby Solo (che, per l'occasione, si presentava in coppia con lo statunitense Frankie Laine) a causa di un'improvvisa raucedine che gli impedì di esibirsi dal vivo; gli fu concesso di presentare fuori concorso la sua canzone, Una lacrima sul viso, in playback nell'ultima serata e, a seguito di quell'esclusione, fu coniata per lui l'espressione di «vincitore morale», poi utilizzata per altri cantanti e anche in altri contesti. La Cinquetti era stata ammessa di diritto in quanto vincitrice del concorso "Voci Nuove" di Castrocaro, e fu questa l'unica occasione in cui un artista vinse entrambe le manifestazioni nello stesso anno. L'annuncio della vittoria della Cinquetti provocò una furiosa reazione da parte di Domenico Modugno, che la definì "una buffonata, una pazzesca buffonata" e abbandonò la sala stampa in segno di protesta rifiutandosi di concedere autografi. Due anni dopo sarebbe stato lui a vincere, e proprio in coppia con la Cinquetti. Fu inoltre la prima volta in cui ogni cantante in gara poté scegliere il proprio direttore d'orchestra, spezzando così il "monopolio", poi divenuto "duopolio", che aveva sempre caratterizzato le edizioni precedenti.
Si trattò di un'edizione molto fruttuosa dal punto di vista commerciale, perché sulla scia della manifestazione le canzoni in gara vendettero complessivamente sei milioni di copie, di cui un quarto solo grazie al brano di Bobby Solo; Gigliola Cinquetti, grazie alla vittoria sanremese, fu invitata dalla Rai a rappresentare l’Italia all'Eurovision Song Contest, svoltosi a Copenaghen (Danimarca) e vincendolo prepotentemente, quasi doppiando il secondo classificato, il britannico Matt Monro, dando all'Italia la sua prima vittoria nella manifestazione continentale. Quella della Cinquetti fu la prima vittoria di una canzone vincitrice del Festival di Sanremo, fatto che si sarebbe poi ripetuto solo nel 2021.
Le canzoni tornarono ad essere 24, di cui solo 12 finaliste e anche l'esecutore cambiò a ogni canzone, scelto dall'autore e dalla casa discografica. Fu inoltre deciso di proclamare una sola canzone vincitrice, dichiarando tutte le altre seconde a pari merito. La giuria in sala fu rimpiazzata da 20 giurie regionali costituite ciascuna da 15 persone, metà delle quali superiori ai 25 anni di età e l'altra metà inferiore.
La finale fu integralmente riproposta 33 anni più tardi da Rai 1 che la ritrasmise il 19 febbraio 1997 e la replicò integralmente dopo altri quindici anni, il 21 marzo 2012, in fascia notturna.

## Partecipanti

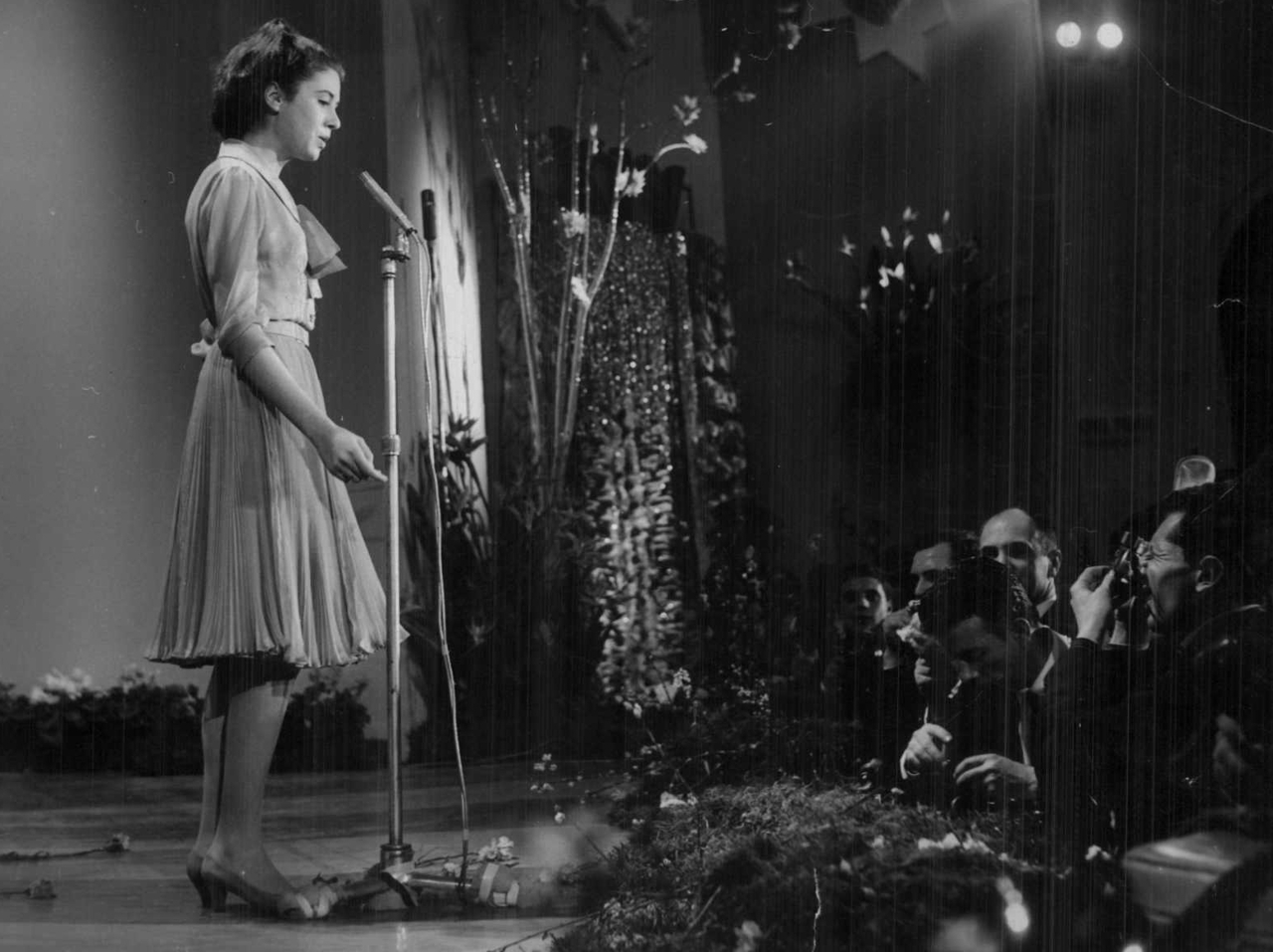
Gigliola Cinquetti al Festival

| Interprete                         | Ultime partecipazioni al Festival |
| ---------------------------------- | --------------------------------- |
| Antonio Prieto                     | Esordiente                        |
| Aurelio Fierro                     | 1963                              |
| Ben E. King                        | Esordiente                        |
| Bobby Rydell                       | Esordiente                        |
| Bobby Solo                         | Esordiente                        |
| Bruno Filippini                    | Esordiente                        |
| Claudio Villa                      | 1963                              |
| Cocky Mazzetti                     | 1963                              |
| Domenico Modugno                   | 1962                              |
| Emilio Pericoli                    | 1963                              |
| Fabrizio Ferretti                  | Esordiente                        |
| Fausto Cigliano                    | 1962                              |
| Frankie Avalon                     | Esordiente                        |
| Frankie Laine                      | Esordiente                        |
| Frida Boccara                      | Esordiente                        |
| Gene Pitney                        | Esordiente                        |
| Gigliola Cinquetti                 | Esordiente                        |
| Gil Fields e i Fraternity Brothers | Esordienti                        |
| Gino Paoli                         | 1961                              |
| Giorgio Gaber                      | 1961                              |
| Laura Villa                        | Esordiente                        |
| Lilly Bonato                       | Esordiente                        |
| Little Tony                        | 1961                              |
| Los Hermanos Rigual                | Esordienti                        |
| Marina Moran                       | Esordiente                        |
| Milva                              | 1963                              |
| Nicola Arigliano                   | Esordiente                        |
| Nino Tempo e April Stevens         | Esordienti                        |
| Patricia Carli                     | Esordiente                        |
| Paul Anka                          | Esordiente                        |
| Peggy March                        | Esordiente                        |
| Peter Kraus                        | Esordiente                        |
| Piero Focaccia                     | Esordiente                        |
| Pino Donaggio                      | 1963                              |
| Remo Germani                       | Esordiente                        |
| Richard Moser jr.                  | Esordiente                        |
| Robertino                          | Esordiente                        |
| Roby Ferrante                      | Esordiente                        |
| Tony Dallara                       | 1961                              |
| Tony Renis                         | 1963                              |

## Classifica, canzoni e cantanti
| Posizione        | Interprete                                               | Canzone                      | Autori                          | Voti ricevuti |
| ---------------- | -------------------------------------------------------- | ---------------------------- | ------------------------------- | ------------- |
| 1º               | Gigliola Cinquetti - Patricia Carli                      | Non ho l'età (Per amarti)    | M. Panzeri, Nisa, G. Colonnello |               |
| 2º (pari merito) | Domenico Modugno - Frankie Laine                         | Che me ne importa a me       | D. Modugno                      |               |
| 2º (pari merito) | Tony Dallara - Ben E. King                               | Come potrei dimenticarti     | V. Pallavicini e E. Leoni       |               |
| 2º (pari merito) | Gino Paoli - Antonio Prieto                              | Ieri ho incontrato mia madre | G. Paoli                        |               |
| 2º (pari merito) | Fabrizio Ferretti - Gil Fields e The Fraternity Brothers | La prima che incontro        | V. Pallavicini e G. Kramer      |               |
| 2º (pari merito) | Pino Donaggio - Frankie Avalon                           | Motivo d'amore               | P. Donaggio                     |               |
| 2º (pari merito) | Roby Ferrante - Paul Anka                                | Ogni Volta                   | C. Rossi e R. Ferrante          |               |
| 2º (pari merito) | Little Tony - Gene Pitney                                | Quando vedrai la mia ragazza | C. Rossi e E. Ciacci            |               |
| 2º (pari merito) | Bruno Filippini - Gil Fields e The Fraternity Brothers   | Sabato sera                  | B. Pallesi e W. Malgoni         |               |
| 2º (pari merito) | Remo Germani - Nino Tempo e April Stevens                | Stasera no no no             | V. Pallavicini e E. Roncarati   |               |
| 2º (pari merito) | Robertino - Bobby Rydell                                 | Un bacio piccolissimo        | G. Ornati e G. Mescoli          |               |
| 2º (pari merito) | Bobby Solo - Frankie Laine                               | Una lacrima sul viso         | Mogol e B. Solo                 |               |
| NF               | Giorgio Gaber - Patricia Carli                           | Così felice                  | G. Gaber                        |               |
| NF               | Fausto Cigliano - Gene Pitney                            | E se domani                  | G. Calabrese e C. A. Rossi      |               |
| NF               | Tony Renis - Frankie Avalon                              | I sorrisi di sera            | Mogol, A. Testa e T. Renis      |               |
| NF               | Piero Focaccia - Bobby Rydell                            | L'inverno cosa fai?          | N. Salerno e G. Colonnello      |               |
| NF               | Milva - Frida Boccara                                    | L'ultimo tram                | G. Calabrese e E. Sciorilli     |               |
| NF               | Cocky Mazzetti - Los Hermanos Rigual                     | Mezzanotte                   | C. Rossi e A. Rotunno           |               |
| NF               | Claudio Villa - Peggy March                              | Passo su passo               | F. Migliacci e U. Bindi         |               |
| NF               | Emilio Pericoli - Peter Kraus                            | Piccolo piccolo              | A. Amurri e L. Luttazzi         |               |
| NF               | Aurelio Fierro - Marina Moran                            | Sole pizza e amore           | T. Giacobetti e A. V. Savona    |               |
| NF               | Laura Villa - Los Hermanos Rigual                        | Sole sole                    | L. Zanin e A. Casadei           |               |
| NF               | Lilly Bonato - Richard Moser jr.                         | Tu piangi per niente         | V. Pallavicini e P. Soffici     |               |
| NF               | Nicola Arigliano - Peter Kraus                           | Venti chilometri al giorno   | Mogol e P. Massara              |               |

## Orchestra
Orchestra diretta dai maestri: Eduardo Alfieri, Raphael Bark, Pino Calvi, Franco Cassano, Enzo Ceragioli, Nello Ciangherotti, Gigi Cichellero, Luis Bacalov, Gianni Fallabrino, Gianfranco Intra, Gorni Kramer, Ezio Leoni, Enzo Leuzzi, Giulio Libano, Gianni Marchetti, Giordano Bruno Martelli, Gino Mescoli, Gianfranco Monaldi, Ennio Morricone, Iller Pattacini, Enrico Simonetti, Francesco Tomassini, Lorenz Wiffin.
Coro I 4+4 di Nora Orlandi

## Organizzazione
ATA

## Direzione artistica
Gianni Ravera